# Desa Pabuaran (administrativ by i Indonesien, Jawa Barat, lat -6,50, long 106,73)
Desa Pabuaran är en administrativ by i Indonesien.   Den ligger i provinsen Jawa Barat, i den västra delen av landet, 30 km söder om huvudstaden Jakarta.